# Depro-Punk
Der Begriff Depro-Punk oder Düster-Punk (seltener Depri-Punk oder Doom-Punk genannt) bezeichnet eine musikalische Besonderheit des deutschsprachigen Punk. Die Bezeichnung Depro-Punk tauchte erstmals in der deutschsprachigen Punk- und Post-Punk-Szene der frühen 1980er Jahre auf und wurde 1982 in der deutschen Fanzineszene in Zusammenhang mit der Rezension einer Musik-Kassette der Schweizer Gruppe Mittageisen benutzt. Der Begriff wird bis heute für Bands, die sich musikalisch zwischen Hardcore/Punk, Post-Punk und Dark Wave bewegen, gebraucht. Laut dem Post-Punk-Fanzine Interzone von 2002 war Darkpunk „ursprünglich mal der Begriff den man hier in Deutschland für Gruppen wie TSOL benutzt hat, bevor das Wort ‚Gothic‘ aufkam“, Depro-Punk kenne der Schreiber „nur im Zusammenhang mit Bands wie Killing Joke und Death in Dresden“.
Als besondere Bezeichnung für den dunklen, Post-Punk-geprägten Stil von Gruppen wie EA80 und Fliehende Stürme fand der Begriff „Depro-Punk“ auch im Ausland Verwendung und wurde so z. B. Ende der 1990er Jahre vom amerikanischen Deathrock Magazine als Bezeichnung für die Gruppe Death in Dresden gebraucht. In Skandinavien benutzte zuerst die schwedische Band Junk bzw. Silent Minute in den 1980er Jahren den Begriff für ihren Musikstil.

## Stil
Der Depro-Punk weist Ähnlichkeiten zum englischen Gothic Punk und dem amerikanischen Death-Rock auf, unterscheidet sich jedoch durch Einflüsse des Hardcore und eine meist politischere Ausrichtung; so werden neben Themen des alltäglichen Lebens und Gefühlen wie Trauer, Hass und Depression auch sozialkritische Inhalte behandelt, wobei das Leben und die Welt zumeist negativ geschildert oder als surreal erlebt werden. Bezeichnend ist die Sprache der Texte, zwischen brutaler Alltagslyrik und einer von Metaphern geprägten, oftmals bildhaften Sprache. Andrewkorsch vom Nonpop-Webzine beschreibt ihn als dritte Form des Punk neben der Attitüde „in den Köpfen einer vielleicht nicht mehr so sehr jungen Jugend, die dem System, das Schweinesystem war und ist, ablehnend und mit erhobenen Fäusten gegenübersteht“, und der, die „sich über das System und jene, die es stützen, lustig[macht]“, als „Soll heißen: Punk, der sich im Laufe der Jahre seiner aussichtlosen Position gewahr geworden ist, dem sich das Gefühl einer systembedingten Enge, d. h. die eines Gefängnisses, aufdrängt, aus dem er sich nicht befreien kann“. Dieses Gefühls hätten sich insbesondere Bands wie EA80 und Fliehende Stürme angenommen „und ihm eine Stimme verliehen“.
Musikalisch wird der zum von experimentellen Post-Punk- und Dark-Wave-Einflüssen geprägte Sound bestimmt von wabernden Gitarrenwänden, monotonen Bassläufen und Schlagzeugrhythmen, dem Wechsel zwischen schnellen und aggressiven sowie sehr ruhigen und langsamen Passagen. Manchmal werden auch sonst im Punk ungewöhnliche Instrumente wie Synthesizer, Violine, Klavier oder Saxophon benutzt. Auch aufwändig gestaltete Cover mit surrealistischen Motiven sind für die diesem Stil zugeordneten Gruppen bezeichnend.
Zum Teil werden auch Gruppen, die einen großen Einfluss auf Depro-Punk-Bands hatten, wie Joy Division, Killing Joke, Crisis, Blood and Roses oder Wipers, diesem zugeordnet.
Bekannte Zusammenstellungen deutscher Düster- oder Depro-Punk-Bands sind die auf Sturmhöhe Records, dem Label des Chaos-Z-/Fliehende-Stürme-Sängers Andreas Löhr, veröffentlichten Sampler Geschichten aus der Zwischenzeit und Maschinentrauma.

### Weitere Bands
- Chaos Z (D)[5]
- Die Art (DDR)
- Geisterfahrer (D)
- Razzia (D)
- Rosengarten (DDR)
- Die Strafe (D)
- Torpedo Moskau (D)
- Wissmut (D)